# 등현
등현(鄧賢)은 중국 후한 말의 무장이다.

## 생애
유장을 섬겼으며 익주를 공격해 온 유비를 맞아 싸웠으나 끝내 패하고 면죽(緜竹)으로 물러났다. 그 이후의 일은 전해지는 바가 없다. 
이후 위나라에 항복했던 맹달이 다시 촉나라로 돌아올 생각으로 상용(上庸)에서 반기를 들었을 때 등현은 사마의가 신속하게 달려와 맹달을 공격하자 성에서 나와 항복했다.

## 《삼국지연의》
유장의 부하 냉포와 함께 군사를 이끌고 진을 쳤다. 위연은 공을 세울 목적으로 황충보다 먼저 등현의 진을 치러 나섰으나, 나선 김에 냉포까지 격파할 목적으로 먼저 냉포의 진영으로 쳐들어갔다. 그러나 등현과 냉포는 미리 대비하고 있었기에 위연을 궁지로 몰아넣었다. 말에서 떨어진 위연을 죽이려 했으나, 위연을 도우러 온 황충의 화살을 맞고 죽었다.

### 맹달의 조카
맹달의 조카 등현은 맹달이 다시 위나라를 배반하려는 것에 반대하여 맹달의 심복 이보(李輔)와 함께 맹달의 계획을 글로 적어 사마의에게 알렸다. 맹달이 신탐과 신의가 온 것을 보고 그들을 맞이하러 나갔을 때, 등현은 이보와 함께 성문을 닫고 성으로 쫓겨온 맹달이 들어오지 못하게 했다. 결국 맹달은 신탐에게 죽었다.